# لؤي خريطة
لؤي حسين خريطة (مواليد عام 1967 في الزبداني) مهندس مدني وسياسي سوري شغل منصب وزير الإدارة المحلية والبيئة في حكومة محمد غازي الجلالي من 23 ايلول 2024 إلى 10 كانون الأول 2024 بعد يومين من سقوط نظام الأسد..